# Vaskalap

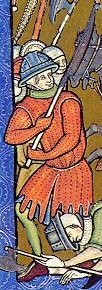
Vaskalapos katonák (Maciejowski Biblia, 13. század)

A vaskalap elsősorban a gyalogság, az egyszerű katonák nyitott sisaktípusa volt.

## Képgaléria

Nehéz vaskalap várostromokhoz; Olaszország, 1460 körül
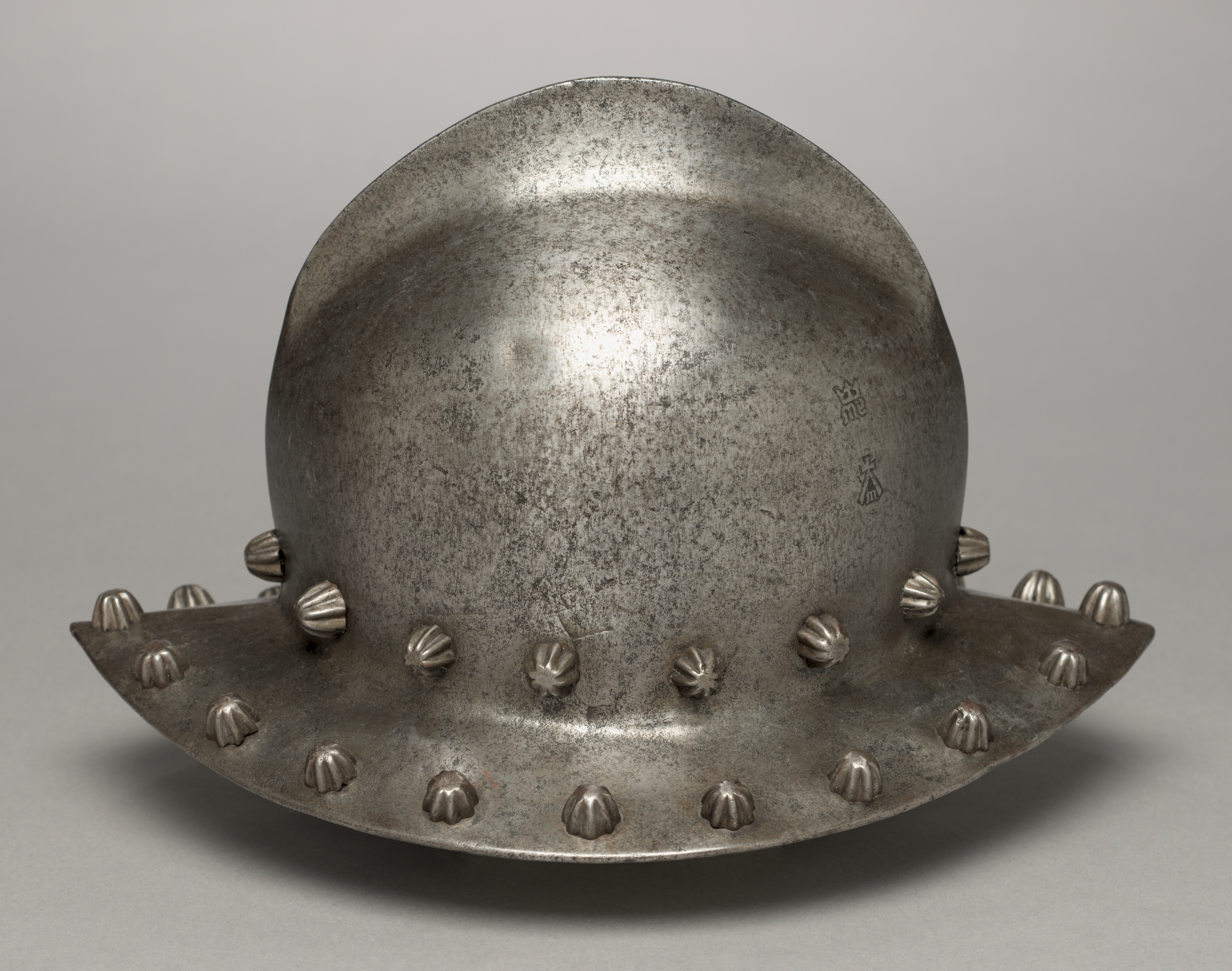
Védőeszköz Milánóból, a 15. század vége
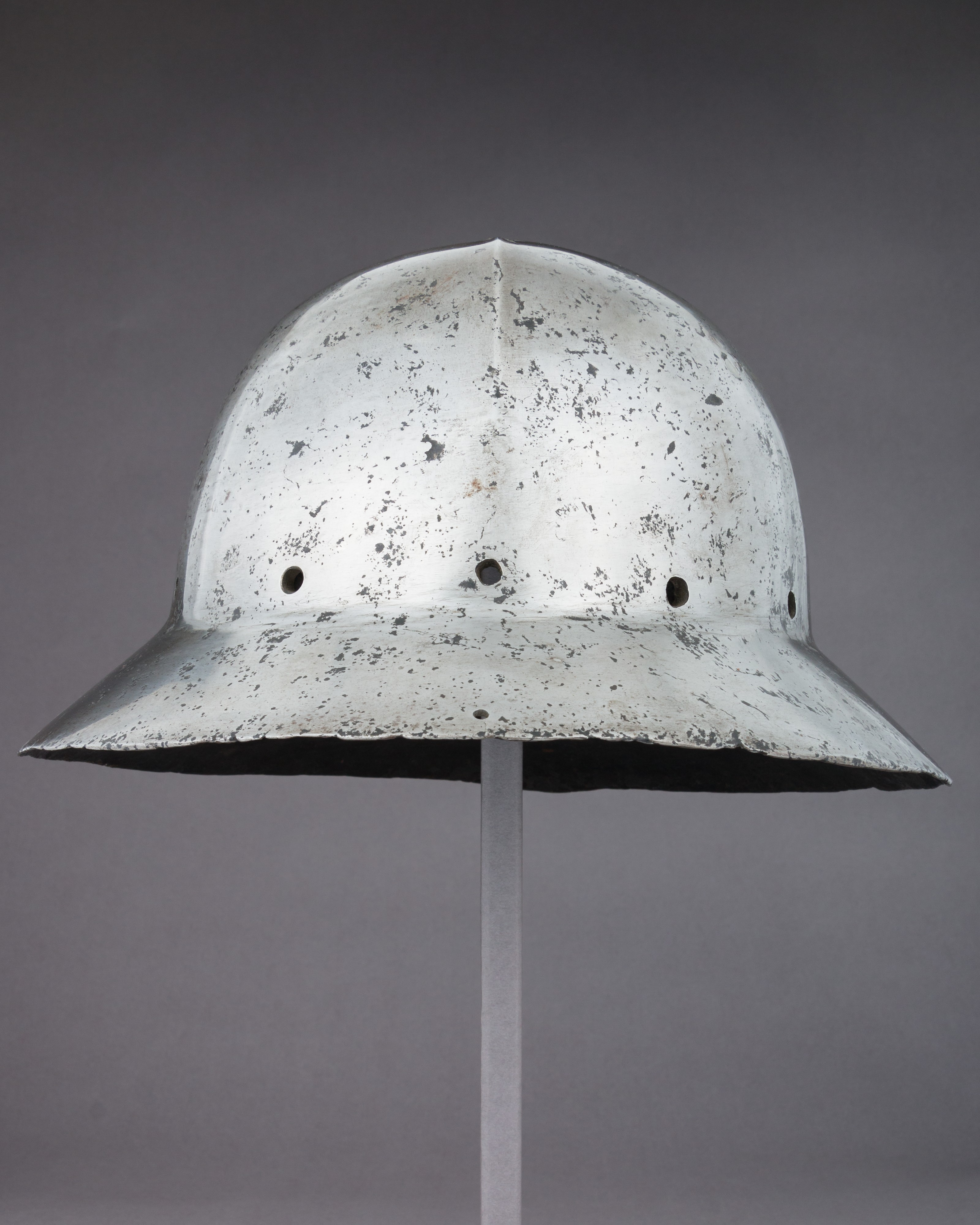
Körülbelül 17. század
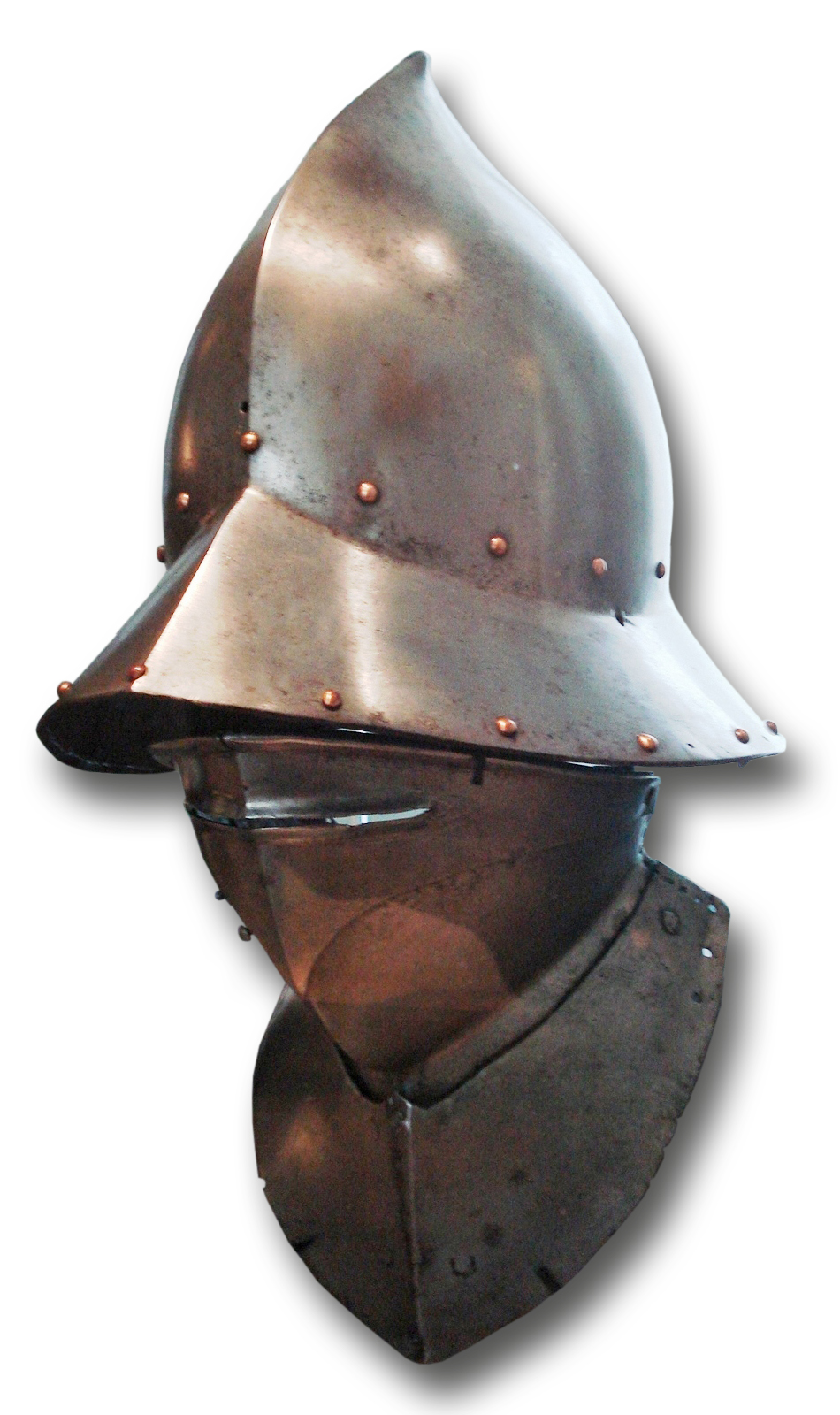
Késő középkori, nyakvédővel kombinálva, 1470

Névváltozatok: vassalap

Rövidítések:

Karimás, kalap alakúra kiképzett sisakforma volt, melyet hosszú ideig használtak a csatatereken. Harangjának teteje
kúpos vagy félgömb alakú. Ábrázolása előfordul a Képes krónikában és a svábfalvi templom freskóján.

## Kapcsolódó szócikk
- Sisak (heraldika)